# 마르틴에어 카고의 운항 노선
마르틴에어 카고는 다음과 같은 노선을 운항하고 있다 (2016년 11월 기준).

## 운항 노선

### 아프리카

#### 북아프리카
- 이집트
  - 카이로 - 카이로 국제공항

#### 동아프리카
- 우간다
  - 엔테베 - 엔테베 국제공항
- 케냐
  - 나이로비 - 조모 케냐타 국제공항

#### 남아프리카
- 남아프리카 공화국
  - 요하네스버그 - OR 탐보 국제공항
- 르완다
  - 키갈리 - 키갈리 국제공항
- 짐바브웨
  - 하라레 - 하라레 국제공항
- 탄자니아
  - 다르에스살람 - 줄리어스 니에레레 국제공항

### 유럽

#### 서유럽
- 영국
  - 런던 - 런던 스탠스테드 국제공항
- 네덜란드
  - 암스테르담 - 암스테르담 스키폴 국제공항 허브

### 아메리카

#### 북아메리카
- 미국
  - 마이애미 - 마이애미 국제공항
- 과테말라
  - 과테말라 시티 - 아우로라 국제공항

#### 남아메리카
- 브라질
  - 캄피나스 - 비라코푸스 캄피나스 국제공항
- 아르헨티나
  - 부에노스아이레스 - 미니스토로 피스타리니 국제공항
- 에콰도르
  - 키토 - 마리스칼 수크레 국제공항
- 칠레
  - 산티아고 - 코모도로 아르투로 메리노 베니테스 국제공항
- 콜롬비아
  - 보고타 - 엘도라도 국제공항
- 페루
  - 리마 - 호르헤차베스 국제공항

#### 카리브해
- 푸에르토리코
  - 아구아딜라 - 라파엘 에르난데스 국제공항

## 단항 노선

### 아시아

#### 동아시아
- 대한민국
  - 서울 - 인천국제공항
- 중화인민공화국
  - 상하이 - 상하이 푸둥 국제공항
  - 광저우 - 광저우 바이윈 국제공항
  - 난징 - 난징 루커우 국제공항
  - 샤먼 - 샤먼 가오치 국제공항
  - 톈진 - 톈진 빈하이 국제공항
- 홍콩
  - 홍콩 - 홍콩 첵랍콕 국제공항

#### 동남아시아
- 말레이시아
  - 쿠알라룸푸르 - 쿠알라룸푸르 국제공항
- 싱가포르
  - 싱가포르 - 싱가포르 창이 국제공항
- 태국
  - 방콕 - 수완나품 국제공항

#### 남아시아
- 인도
  - 델리 - 인디라 간디 국제공항
  - 뭄바이 - 차트라파티 시바지 국제공항
  - 첸나이 - 첸나이 국제공항

#### 서남아시아
- 레바논
  - 베이루트 - 베이루트 국제공항
- 바레인
  - 마나마 - 바레인 국제공항
- 사우디아라비아
  - 리야드 - 킹 칼리드 국제공항
  - 담맘 - 킹 파드 국제공항
- 아랍에미리트
  - 아부다비 - 아부다비 국제공항
  - 두바이 - 두바이 국제공항
  - 샤르자 - 샤르자 국제공항
- 오만
  - 무스카트 - 무스카트 국제공항
- 카타르
  - 도하 - 뉴도하 국제공항
- 쿠웨이트
  - 쿠웨이트 시티 - 쿠웨이트 국제공항

#### 중앙아시아
- 카자흐스탄
  - 알마티 - 알마티 국제공항

### 아프리카

#### 북아프리카
- 리비아
  - 트리폴리 - 트리폴리 국제공항
  - 벵가지 - 베니나 국제공항

#### 동아프리카
- 수단
  - 카르툼 - 카르툼 국제공항

#### 서아프리카
- 나이지리아
  - 라고스 - 무르탈라 모하메드 국제공항

### 아메리카

#### 북아메리카
- 미국
  - 댈러스 - 댈러스 포트워스 국제공항
  - 로스앤젤레스 - 로스앤젤레스 국제공항
  - 샌프란시스코 - 샌프란시스코 국제공항
  - 시애틀 - 시애틀 타코마 국제공항
  - 시카고 - 시카고 오헤어 국제공항
  - 애틀랜타 - 하츠필드 잭슨 애틀랜타 국제공항
  - 휴스턴 - 조지 부시 인터콘티넨털 공항
- 캐나다
  - 토론토 - 토론토 피어슨 국제공항
  - 밴쿠버 - 밴쿠버 국제공항
- 멕시코
  - 멕시코시티 - 멕시코시티 국제공항
- 코스타리카
  - 산호세 - 후안 산타마리아 국제공항

#### 남아메리카
- 에콰도르
  - 과야킬 - 호세 호아킨 데 올메도 국제공항
- 우루과이
  - 몬테비데오 - 카라스코 국제공항

#### 카리브해
- 도미니카 공화국
  - 산토도밍고 - 라스 아메리카스 국제공항
- 푸에르토리코
  - 산후안 - 루이스 무뇨스 마린 국제공항

### 오세아니아
- 오스트레일리아
  - 시드니 - 시드니 킹스포드 스미스 국제공항

## 같이 보기
- 마르틴에어의 운항 노선